# Len Allchurch
Leonard "Len" Allchurch (født 12. september 1933 i Swansea, Wales, død 16. november 2016) var en walisisk fodboldspiller (wing).
Allchurch tilbragte størstedelen af sin karriere (13 sæsoner) hos Swansea City i sin hjemby. Han var også tilknyttet de engelske klubber Sheffield United og Stockport, begge i fire sæsoner.
Allchurch spillede desuden 11 kampe for det walisiske landshold. Han var en del af landets trup til VM i 1958 i Sverige, Wales' eneste VM-deltagelse nogensinde. Han kom dog ikke på banen i turneringen, hvor waliserne nåede frem til kvartfinalen, der dog blev tabt med 1-0 til turneringens senere vindere fra Brasilien.
Allchurch var lillebror til en anden walisisk landsholdsspiller, Ivor Allchurch, der også var en del af landets VM 1958-trup.